# Angela Fritzsch

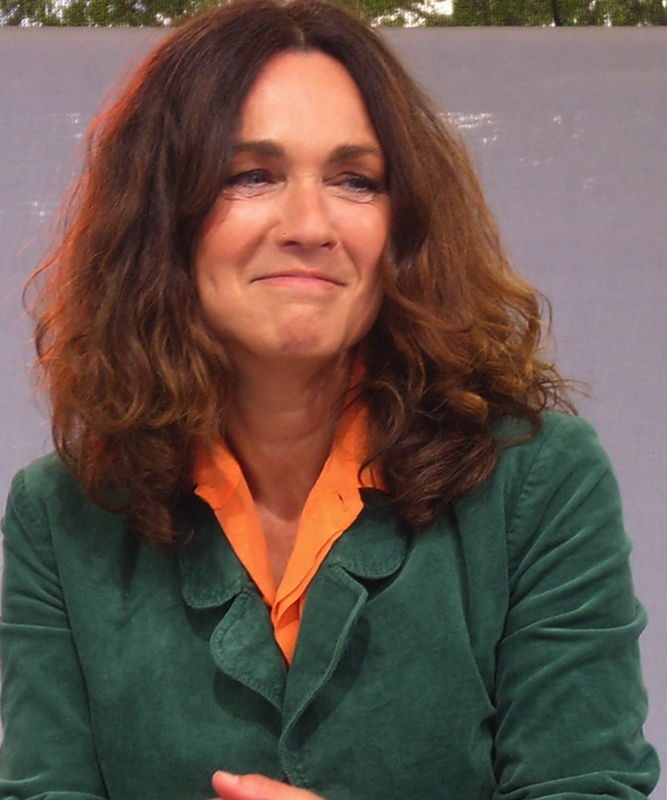
Angela Fritzsch beim RBB-Fest 2013

Angela Fritzsch (zwischenzeitlich Angela Mohr) (* 1961 in Halle (Saale), geb. Eichler) ist eine deutsche Fernsehmoderatorin.

## Leben
Angela Fritzsch volontierte nach dem Abitur bei der Berliner Tageszeitung Junge Welt und studierte von 1981 bis 1985 an der Sektion Journalistik der Leipziger Karl-Marx-Universität. Seit 1985 war sie beim Fernsehen der DDR Programmsprecherin. Nach ihrem Studium ging sie zum Jugendmagazin Elf 99, wo sie nahezu zwei Jahre mitmoderierte. Ab 1992 war sie für den Länderreport Punkt 5 (ARD), für die Abendschau und das Magazin Wochenmarkt (beide SFB) sowie für die Talkshow Babelsberg live (ORB) aktiv. Seit Sommer 1995 gehört Angela Fritzsch zum Moderatorenteam des RBB für das AbendJournal und seit November 2003 für das Journal zibb – zuhause in berlin & brandenburg. Am 18. Dezember 2015 war ihr letzter Arbeitstag beim RBB. Von 2002 bis 2003 befragte sie Prominente für die Sendung Fernsehbekanntschaften.
Von 1990 bis 2002 war Angela Fritzsch in zweiter Ehe mit dem deutschen Komponisten und Sänger der Popband Kreis Arnold Fritzsch verheiratet. Sie hat drei Kinder., darunter den Sänger und Komponisten Paul Fritzsch.